# مناورات الولاية
مناورات الولاية أو (بالإنجليزية: ِAl Wilaya Maneuvers)‏ هي مناورات عسكرية بحرية يعقدها سلاح البحر في الجيش الإيراني بهدف اختبار المنظومات الدفاعية والصاروخية والسفن القتالية وغواصات الجيش الإيراني إلى جانب تدريب الوحدات على القتال البحري ومواجهة التهديدات .

## المناورات المنفذة
- الولاية 91 : أقيمت فعاليات المناورة يوم الجمعة الموافق 28 ديسمبر 2012.[6]